# Nkoum
Nkoum est un village du Cameroun.
Il fait partie de 22 villages bantous de la commune de Doumé situé dans la région de l’Est et dans le département du Haut-Nyong.

## Climat
Il y a un climat équatorial de type guinéen à quatre saisons d’inégales durées : une grande saison sèche de novembre à mi-mars ; une petite saison pluvieuse de mi-mars à mi-juin ; une petite saison sèche de mi-juin à mi-août ; une grande saison pluvieuse de mi-août à fin octobre. La température moyenne annuelle est de 25 °C. Ce climat favorise annuellement la conduite de 2 campagnes agricoles.

## Population
Les 932 habitants sont répartis entre 455 hommes et 477 femmes.
Dans le village de Nkoum se trouve principalement l'éthnie des Maka. Les habitants pratiquent principalement les religions catholique, protestante et pentecôtiste.

## Infrastructures
Le village possède un Centre de Santé Intégré (CSI) et une école primaire privée catholique avec 6 salles de classe.

## Économie
Trois grands secteurs se retrouvent dans les villages de la commune.
Le premier secteur est représenté par les activités agropastorales. L’agriculture et l’élevage sont pratiqués par plus de 80 % de la population active.
Le deuxième aspect des activités économiques est les activités génératrices de revenus. Le commerce ou plutôt le petit commerce est florissant. La chasse est encore très prisée.
Le troisième secteur est celui des activités liées à l’exploitation forestière. Des exploitants forestiers écument depuis des décennies, les forêts de la commune.
Le village a intégré sept GIC pour le développement des cultures maraîchères.